# Bob Veith
Robert James Veith, detto Bob (Tulare, 1º novembre 1924 – Santa Rosa, 29 marzo 2006), è stato un pilota automobilistico statunitense.
Prese parte a 11 edizioni della 500 Miglia di Indianapolis tra il 1956 e il 1968. Il miglior piazzamento è stato un 7º posto nella sua prima partecipazione.
Tra il 1950 e il 1960 la 500 Miglia faceva parte del Campionato Mondiale, e per questo motivo Veith ha all'attivo 5 Gran Premi di Formula 1.
Il suo giro in 54'' netti sull'anello ad Alta Velocità dell'autodromo di Monza risulta ancor oggi il miglior tempo mai ottenuto su questo tracciato; lo ha ottenuto nel 1958 al volante di una macchina statunitense, una Bowes Seal Fast Special. 
In quegli anni si aveva un frequente ''travaso'' di piloti ed auto americane, già impegnate sugli ovali statunitensi (ad esempio Indianapolis) che si sfidavano a Monza, sul tracciato ad Alta Velocità, con i piloti europei. 

## Risultati

### Formula 1
| 1956 | Scuderia            | Vettura           |  |  |   |  |  |  |  |  |  |  |  | Punti | Pos. |
| ---- | ------------------- | ----------------- |  |  | - |  |  |  |  |  |  |  |  | ----- | ---- |
| 1956 | Federal Engineering | Kurtis Kraft 500C |  |  | 7 |  |  |  |  |  |  |  |  | 0     |      |

| 1957 | Scuderia  | Vettura  |  |  |   |  |  |  |  |  |  |  |  | Punti | Pos. |
| ---- | --------- | -------- |  |  | - |  |  |  |  |  |  |  |  | ----- | ---- |
| 1957 | Bob Estes | Phillips |  |  | 9 |  |  |  |  |  |  |  |  | 0     |      |

| 1958 | Scuderia               | Vettura           |  |  |  |     |  |  |  |  |  |  |  | Punti | Pos. |
| ---- | ---------------------- | ----------------- |  |  |  | --- |  |  |  |  |  |  |  | ----- | ---- |
| 1958 | Bowes Seal Fast Racing | Kurtis Kraft 500G |  |  |  | Rit |  |  |  |  |  |  |  | 0     |      |

| 1959 | Scuderia  | Vettura |  |    |  |  |  |  |  |  |  |  |  | Punti | Pos. |
| ---- | --------- | ------- |  | -- |  |  |  |  |  |  |  |  |  | ----- | ---- |
| 1959 | John Zink | Moore   |  | 12 |  |  |  |  |  |  |  |  |  | 0     |      |

| 1960 | Scuderia      | Vettura   |  |  |   |  |  |  |  |  |  |  |  | Punti | Pos. |
| ---- | ------------- | --------- |  |  | - |  |  |  |  |  |  |  |  | ----- | ---- |
| 1960 | Peter Schmidt | Meskowski |  |  | 8 |  |  |  |  |  |  |  |  | 0     |      |

| Legenda | 1º posto     | 2º posto | 3º posto    | A punti         | Senza punti/Non class.  | Grassetto – Pole position Corsivo – Giro più veloce |
| Legenda | Squalificato | Ritirato | Non partito | Non qualificato | Solo prove/Terzo pilota | Grassetto – Pole position Corsivo – Giro più veloce |

### 500 Miglia di Indianapolis
| Anno   | N° auto | Partito | Media qualifica | Finito | Giri | Giri in testa | Causa ritiro |
| ------ | ------- | ------- | --------------- | ------ | ---- | ------------- | ------------ |
| 1956   | 14      | 23º     | 142.535         | 7º     | 200  | 0             | /            |
| 1957   | 7       | 16º     | 141.016         | 9º     | 200  | 0             | /            |
| 1958   | 14      | 4º      | 144.881         | 26º    | 1    | 0             | Incidente    |
| 1959   | 74      | 7º      | 144.023         | 12º    | 200  | 0             | /            |
| 1960   | 44      | 25º     | 143.363         | 8º     | 200  | 0             | /            |
| 1962   | 96      | 19º     | 146.157         | 33º    | 12   | 0             | Motore       |
| 1963   | 86      | 24º     | 148.289         | 26º    | 74   | 0             | Valvola      |
| 1964   | 54      | 23º     | 153.381         | 19º    | 88   | 0             | Pistone      |
| 1965   | 54      | 10º     | 156.427         | 24º    | 58   | 0             | Pistone      |
| 1967   | 46      | 28º     | 162.580         | 11º    | 189  | 0             | /            |
| 1968   | 16      | 24º     | 163.495         | 11º    | 196  | 0             | /            |
| Totale | Totale  | Totale  | Totale          | Totale | 1418 | 0             |              |